# Cassican des mangroves
Cracticus quoyi
Genre
Espèce
Statut de conservation UICN

 LC  : Préoccupation mineure
Le Cassican des mangroves (Melloria quoyi) est une espèce d'oiseaux de la famille des Artamidae.